# Gladys Marie Deacon

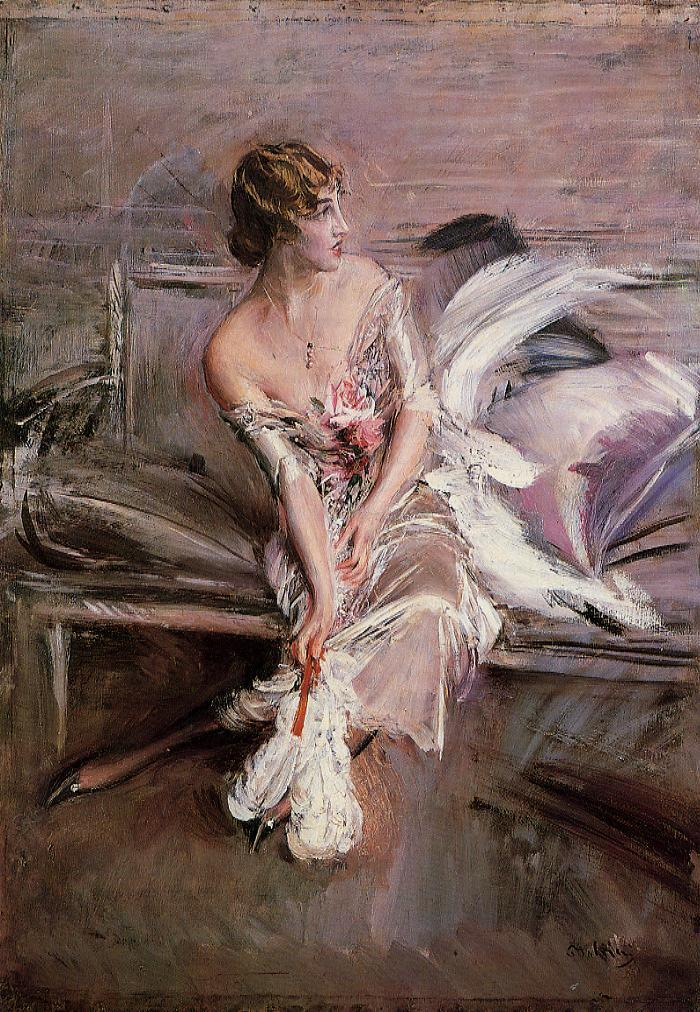
Giovanni Boldini: Gladys Deacon, Öl auf Leinwand, 1901

Gladys Marie Deacon (* 7. Februar 1881 in Paris, Île de France; † 13. Oktober 1977 im St. Andrew’s Hospital, Northampton) war die Geliebte mehrerer bekannter Persönlichkeiten zu Beginn des 20. Jahrhunderts.

## Leben
Gladys Marie Deacon war die älteste von drei Töchtern (ihr einziger Bruder starb als Kind) des wohlhabenden Textilfabrikanten Edward Parker Deacon (1844–1901) aus Boston und seiner Ehefrau Florence Baldwin (1859–1899), Tochter von Admiral Charles H. Baldwin. Nach einer traumatischen Kindheit – ihr Vater erschoss den Liebhaber ihrer Mutter in deren Boudoir im Hotel Splendide in Cannes – wurde Gladys 1892 von ihrer Mutter aus einem Kloster in Paris nach Amerika gebracht. Hier erhielt sie eine umfassende und vorzügliche Ausbildung, sprach mehrere Fremdsprachen und zeigte sich an Kunst, Mythologie, Poesie und Literatur interessiert. Gladys Deacon galt als frühreif und ausgesprochen intelligent.

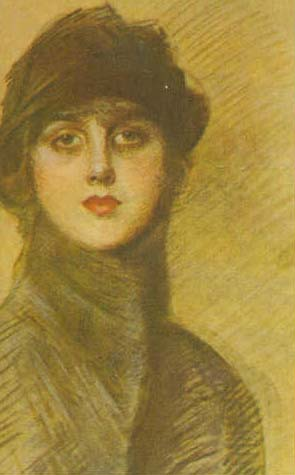
John Singer Sargent: Gladys Deacon, Pastellzeichnung, um 1905

Der frühe Tod ihrer Eltern machte Gladys und ihre Schwester Dorothy (1892–1960), spätere Ehefrau des Prinzen Albert Aba Radziwill (1885–1935), zu Waisen und dadurch zu wohlhabenden Erbinnen.
Gladys Deacon reiste durch ganz Europa und verursachte durch ihre zahlreichen Affären einige Skandale. Je extravaganter und skandalöser ihre Lebens- und Liebesgeschichten waren, umso größer wurde die Faszination, die von ihr ausging. Unter ihren zahlreichen Verehrern waren Robert de Montesquiou, Bernard Berenson, Hermann Graf Keyserling, König Eduard VII., Kronprinz Wilhelm von Preußen, Prinz Roffredo Caetani, Arthur, Duke of Connaught and Strathearn, und der Duke of Norfolk und Camastra.

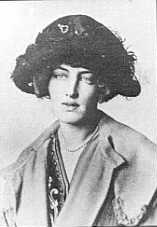
Gladys Deacon
(um 1910/1920)

In Porträts und Fotografien zahlreicher Künstler verewigt, galt Gladys Deacon als meistgemalte Frau ihrer Zeit. Mit einigen Künstlern war sie persönlich befreundet, unter anderem mit Giovanni Boldini, John Singer Sargent, George Moore, Jacob Epstein, Claude Monet und Auguste Rodin. Marcel Proust schrieb über sie: „Ich sah noch nie ein Mädchen mit einer solchen Schönheit, Intelligenz, sowie Güte und Charme.“
Am 25. Juni 1921 heiratete Gladys Deacon in der Kirche Sainte Geneviève in Paris den britischen Politiker Charles Spencer-Churchill, 9. Duke of Marlborough (1871–1934), dessen langjährige Geliebte sie zuvor gewesen war. Die Frauen der höheren Gesellschaft ignorierte sie. Die Ehe, die allen Berichten zufolge unglücklich verlief, blieb kinderlos und wurde 1931 annulliert.
In den folgenden Jahren lebte Lady Spencer-Churchill als exzentrische Einsiedlerin, umgeben von unzähligen Katzen und Hunden, in der Nähe von Blenheim Palace. In den 1960er Jahren wurde Lady Spencer-Churchill in eine psychiatrische Klinik eingewiesen, wo sie bis zu ihrem Tod behandelt wurde. Ihr Leichnam wurde auf dem Dorffriedhof von Chacombe Grange, Northampton, bestattet.

## Name in verschiedenen Lebensphasen
- 1881–1921 Gladys Marie Deacon
- 1921–1931 Gladys Marie Spencer-Churchill, Duchess of Marlborough
- 1931–1977 Lady Gladys Marie Spencer-Churchill

## Erwähnenswertes
- Gladys Deacon galt als große Schönheit. Im Alter von 16 Jahren spritzte sie in ihre Nase Wachs und Paraffin ein, um ein klassisches Profil zu erreichen. In den folgenden Jahren zersetzte sich das Präparat und lagerte sich in ihren Nasenhöhlen ab, wobei sich entstellende Lipogranulome bildeten.[3][4]
- Ihr Neffe, Prinz Stanislas Radziwill (1914–1976), heiratete Caroline Lee Bouvier (1933–2019), die jüngere Schwester von Jacqueline Kennedy Onassis.
- Siehe auch: Liste der Mätressen der Könige von England